# Premies volksverzekeringen
De Nederlandse premies volksverzekeringen (PVV) zijn de premies die betaald  worden voor de volksverzekering; de AOW, de Anw en de Wlz. De AKW behoort ook tot de volksverzekeringen, maar wordt gefinancierd uit de algemene middelen. 

## Verzekerden
De volksverzekeringen gelden voor het (gehele) Nederlandse volk en vaak ook voor in Nederland verblijvende buitenlanders.

## Hoogte
De hoogte van de premie wordt door de overheid vastgesteld. Boven de AOW-leeftijd hoeft men geen AOW- premie te betalen (dit staat echter ter discussie, zie ook fiscalisering). Voor de hoogte van de premies berekent men eerst vaste percentages (in totaal 27,65%) van het inkomen in de eerste en tweede schijf van box 1, dat wil zeggen van ongeveer de eerste € 34.000. Hiervan worden afgetrokken evenredige delen van de van toepassing zijnde heffingskortingen, waarbij sommige heffingskortingen worden verdeeld over  heffingskortingen voor de IB, AOW, Anw en Wlz (die voor de AOW kan men dan niet benutten als men de AOW-leeftijd heeft bereikt, omdat men dan geen AOW-premie verschuldigd is), en andere alleen over heffingskortingen voor de IB, Anw en Wlz (die gelden ten volle, ook als men geen AOW-premie verschuldigd is). Als het resultaat negatief is wordt de premie op nihil gesteld.
De premieheffing is zo ingebed in het schijventarief van box 1 (met een belastingtarief dat laag is in de schijven waarover ook premies zijn verschuldigd) dat de progressie niet wordt verstoord: het belastingtarief in de derde schijf is niet lager dan het gecombineerde tarief van belasting en premies in de tweede schijf (2017: gelijk). Van belang zijn vooral de gecombineerde tarieven IB/PVV onder en boven de AOW-leeftijd, in de eerste en tweede schijf (en het tarief IB in de derde en vierde schijf), en de schijfgrenzen.

## Organisatie
De volksverzekeringen zijn verplichte verzekeringen. Wat dat betreft lijken ze niet op een vrijwillige verzekering zoals een reisverzekering of een inboedelverzekering. Er is weinig verschil met belasting, met dien verstande dat het genoemde feit dat boven de AOW-leeftijd geen AOW-premie hoeft te worden betaald mogelijk als logischer wordt ervaren dan een lager belastingtarief voor deze groep.
De premies worden samen met de loonbelasting ingehouden als loonheffing, of op aanslag betaald als onderdeel van een gecombineerde aanslag IB / PVV. De afzonderlijke premies en zelfs de totale premie worden meestal niet afzonderlijk vermeld op de loonstrook. Op het aanslagbiljet staat wel de totale premie volksverzekeringen apart van de belasting vermeld, maar dan zonder aftrek van de bijbehorende heffingskorting. De bedragen van de heffingskortingen worden niet uitgesplitst in die voor belasting en die voor premies.

## Inkomenspolitiek
Niet iedereen betaalt evenveel premie. De hoogte van de premie is ook niet afhankelijk van het verzekerde risico. Via de hoogte van de premie wordt inkomenspolitiek bedreven. Er is altijd sprake van een vorm van verplichte solidariteit.